# Dysdera borealicaucasica
Espèce
Dysdera borealicaucasica est une espèce d'araignées aranéomorphes de la famille des Dysderidae.

## Distribution
Cette espèce est endémique de Ciscaucasie en Russie,.

## Publication originale
- Dunin, 1991 : New spider species of genus Dysdera from the Caucasus (Aranei, Haplogynae, Dysderidae). Zoologicheskij Zhurnal, vol. 70, no 8, p. 90-98.